# Levytrigonia
Levytrigonia is een uitgestorven geslacht van tweekleppigen uit de  familie van de Iotrigoniidae. 

## Soort
- Levytrigonia covuncoensis (Lambert, 1944)